# Friedrich Hassaurek

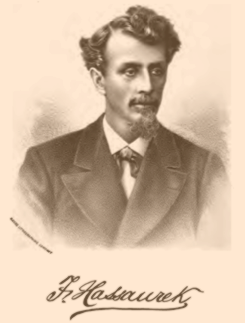
Friedrich Hassaurek

Friedrich Hassaurek, in den USA auch Frederick Hassaurek (* 8. Oktober 1831 (Anm.) in Wien; † 3. Oktober 1885 in Paris) war ein österreichamerikanischer Journalist und Diplomat.

## Leben
Friedrich Hassaurek besuchte das Piaristengymnasium im 8. Wiener Gemeindebezirk Josefstadt. Als Schüler beteiligte er sich an der Revolution 1848 und wurde als Kämpfer der Akademischen Legion zweimal verwundet. Nach dem Scheitern des Wiener Oktoberaufstandes 1848 emigrierte er im Dezember 1848 als Forty-Eighter in die Vereinigten Staaten von Amerika. Er ließ sich in Cincinnati, wo seine Mutter lebte, als politischer Journalist nieder und wurde bereits 1851 Stadtrat in Cincinnati. Er arbeitete zunächst für die Ohio Staatszeitung und gründete dann den Hochwächter. Hassaurek studierte nebenher Rechtswissenschaften und wurde 1857 als Rechtsanwalt zugelassen.

Hassaurek trat als Wahlkämpfer in den Wahlkampagnen mehrerer Bewerber um das Amt des Präsidenten der Vereinigten Staaten hervor. Als Mitglied der Republikaner war 1860 Delegierter auf dem Nominierungsparteitag in Chicago. Politisch bekannt wurde er in der Präsidentschaftswahl in den Vereinigten Staaten 1860 als Wahlkämpfer für den späteren 16. Präsidenten Abraham Lincoln, bei dem er für diesen in mehreren Bundesstaaten als entschlossener Redner auftrat. Lincoln ernannte Hassaurek daraufhin als Präsident 1861 zum diplomatischen Vertreter im Range eines Ministerresidenten in Ecuador. Hassaurek dankte ihm für das höchste Amt, welches die Administration zu vergeben habe und spielte damit auf die Höhenlage der Botschaft in Quito an. 

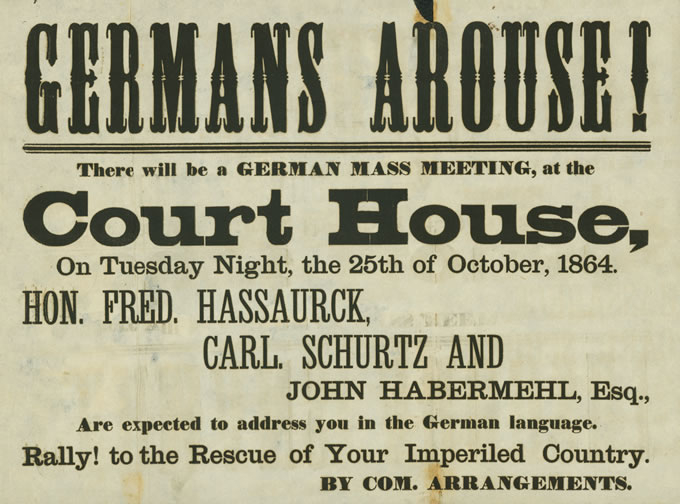
Ankündigung einer gemeinsamen Wahlveranstaltung mit Carl Schurz (1864)

 Auch an der Kampagne 1864 nahm er als Wahlkämpfer teil. Seine Zeit als Botschafter in Ecuador bis Ende 1865 verarbeitete er in zwei Veröffentlichungen umfassend. Anfang 1866 kehrte er nach Cincinnati zurück und wurde Herausgeber der deutschsprachigen Zeitung Cincinnati Volksblatt.
In der Präsidentschaftswahl 1872 engagierte er sich für die in Ohio als Abspaltung von den Republikanern kurzzeitig entstandene Liberal Republican Party und deren Präsidentschaftsbewerber Horace Greeley, der dem Amtsinhaber Ulysses S. Grant unterlag und vor Zusammentreten des Wahlmännergremiums verstarb. In der Präsidentschaftswahl 1876 trat Hassaurek für den Bourbon-Demokraten Samuel J. Tilden ein, der trotz der relativen Stimmenmehrheit einen Wahlmann weniger auf sich vereinen konnte, als sein republikanischer Gegenkandidat Rutherford B. Hayes, der wie Hassaurek Anwalt in Cincinnati und Gouverneur von Ohio war.
Friedrich Hassaurek verstarb 1885 auf einer Europareise in Paris an Krebs. Er wurde auf dem Spring Grove Cemetery in Cincinnati beigesetzt, wo sein Grab mit seiner Bronzebüste erhalten ist. Sein schriftlicher Nachlass wurde von der Ohio Historical Society erworben.

## Schriften
- Four Years among the Spanish-Americans. New York 1868
- The secret of the Andes. Robert Clarke & Company, Cincinnati 1879; Digitalisat (PDF), deutsche Übersetzung von Caspar Alexander Honthumb: Das Geheimnis der Anden.